# Linalolo
Il linalolo è un monoterpene presente abbondantemente nell'essenza di legno di rosa e di linaloe.

Si trova pure libero o combinato negli oli essenziali naturali di coriandolo, basilico, lavanda o bergamotto.
Il linalolo nell'ultimo decennio è oggetto di sperimentazione scientifica, perché si pensa che possa avere un ruolo modulatorio sulla neurotrasmissione glutamatergica e quindi interferire sui meccanismi della memoria .